# Phulabani
Phulabani es una ciudad y municipio situada en el distrito de Kandhamal en el estado de Odisha (India). Su población es de 37371 habitantes (2011). Se encuentra a 211 km de Bhubaneswar.

## Demografía
Según el censo de 2011 la población de Phulabani era de 37371 habitantes, de los cuales 19337 eran hombres y 18034 eran mujeres. Phulabani tiene una tasa media de alfabetización del 89,03%, superior a la media estatal del 72,87: la alfabetización masculina es del 94,56%, y la alfabetización femenina del 83,14%. 

## Clima
| Parámetros climáticos promedio de Phulbani (1981–2010, extremes 1959–2012) | Parámetros climáticos promedio de Phulbani (1981–2010, extremes 1959–2012) | Parámetros climáticos promedio de Phulbani (1981–2010, extremes 1959–2012) | Parámetros climáticos promedio de Phulbani (1981–2010, extremes 1959–2012) | Parámetros climáticos promedio de Phulbani (1981–2010, extremes 1959–2012) | Parámetros climáticos promedio de Phulbani (1981–2010, extremes 1959–2012) | Parámetros climáticos promedio de Phulbani (1981–2010, extremes 1959–2012) | Parámetros climáticos promedio de Phulbani (1981–2010, extremes 1959–2012) | Parámetros climáticos promedio de Phulbani (1981–2010, extremes 1959–2012) | Parámetros climáticos promedio de Phulbani (1981–2010, extremes 1959–2012) | Parámetros climáticos promedio de Phulbani (1981–2010, extremes 1959–2012) | Parámetros climáticos promedio de Phulbani (1981–2010, extremes 1959–2012) | Parámetros climáticos promedio de Phulbani (1981–2010, extremes 1959–2012) | Parámetros climáticos promedio de Phulbani (1981–2010, extremes 1959–2012) |
| Mes                                                                        | Ene.                                                                       | Feb.                                                                       | Mar.                                                                       | Abr.                                                                       | May.                                                                       | Jun.                                                                       | Jul.                                                                       | Ago.                                                                       | Sep.                                                                       | Oct.                                                                       | Nov.                                                                       | Dic.                                                                       | Anual                                                                      |
| -------------------------------------------------------------------------- | -------------------------------------------------------------------------- | -------------------------------------------------------------------------- | -------------------------------------------------------------------------- | -------------------------------------------------------------------------- | -------------------------------------------------------------------------- | -------------------------------------------------------------------------- | -------------------------------------------------------------------------- | -------------------------------------------------------------------------- | -------------------------------------------------------------------------- | -------------------------------------------------------------------------- | -------------------------------------------------------------------------- | -------------------------------------------------------------------------- | -------------------------------------------------------------------------- |
| Temp. máx. abs. (°C)                                                       | 34.4                                                                       | 37.4                                                                       | 40.3                                                                       | 44.0                                                                       | 44.6                                                                       | 44.0                                                                       | 42.0                                                                       | 35.5                                                                       | 36.5                                                                       | 34.6                                                                       | 33.9                                                                       | 31.6                                                                       | 44.6                                                                       |
| Temp. máx. media (°C)                                                      | 26.8                                                                       | 30.2                                                                       | 34.2                                                                       | 37.7                                                                       | 38.5                                                                       | 33.7                                                                       | 29.5                                                                       | 28.7                                                                       | 29.8                                                                       | 29.4                                                                       | 27.3                                                                       | 25.8                                                                       | 31.0                                                                       |
| Temp. mín. media (°C)                                                      | 9.0                                                                        | 11.8                                                                       | 15.3                                                                       | 19.7                                                                       | 22.6                                                                       | 22.6                                                                       | 21.3                                                                       | 20.9                                                                       | 20.3                                                                       | 17.2                                                                       | 12.2                                                                       | 8.4                                                                        | 16.8                                                                       |
| Temp. mín. abs. (°C)                                                       | -2.3                                                                       | 0.4                                                                        | 5.4                                                                        | 7.7                                                                        | 9.0                                                                        | 12.2                                                                       | 10.6                                                                       | 9.5                                                                        | 7.0                                                                        | 2.5                                                                        | 1.2                                                                        | -0.6                                                                       | -2.3                                                                       |
| Lluvias (mm)                                                               | 9.3                                                                        | 20.6                                                                       | 19.9                                                                       | 32.8                                                                       | 65.0                                                                       | 207.4                                                                      | 352.0                                                                      | 384.9                                                                      | 214.2                                                                      | 92.6                                                                       | 24.1                                                                       | 8.1                                                                        | 1431.0                                                                     |
| Días de lluvias (≥ 1 mm)                                                   | 1.1                                                                        | 1.6                                                                        | 1.7                                                                        | 2.5                                                                        | 4.2                                                                        | 9.4                                                                        | 14.1                                                                       | 15.1                                                                       | 11.4                                                                       | 5.1                                                                        | 1.3                                                                        | 0.5                                                                        | 68.0                                                                       |
| Humedad relativa (%)                                                       | 62                                                                         | 55                                                                         | 46                                                                         | 41                                                                         | 48                                                                         | 68                                                                         | 83                                                                         | 87                                                                         | 85                                                                         | 79                                                                         | 74                                                                         | 68                                                                         | 66                                                                         |
| Fuente: India Meteorological Department                                    |                                                                            |                                                                            |                                                                            |                                                                            |                                                                            |                                                                            |                                                                            |                                                                            |                                                                            |                                                                            |                                                                            |                                                                            |                                                                            |